# Roy Jakobs
Roy Jakobs (Kerkrade, 1974) is een Nederlands bestuurder. Hij is sinds 15 oktober 2022 de bestuursvoorzitter van Philips.

## Biografie
Jakobs werd in 1974 geboren in Kerkrade, zijn vader is Duits en werkte als aardbevingsingenieur, zijn moeder is Nederlands en werkte in de verpleging. Hij woonde tot zijn achttiende in Kerkrade en had in zijn jeugd zware astma en allergieën. Later verbeterde dit. Hij studeerde vanaf 1992 bedrijfskunde aan de Katholieke Universiteit Nijmegen en hij behaalde in 1997 zijn MBA.
Hij startte zijn carrière in 1998 bij Shell waar hij tot 2005 werkte en overstapte naar Elsevier waar hij een aantal jaren werkte als managing director. Vanaf september 2010 begon hij bij Philips als marketingdirecteur bij Philips Lighting (het huidige Signify).
Vervolgens werd Jakobs in 2011 aangesteld als topman in het Midden-Oosten. In 2015 stapte hij binnen Philips over naar de divisie van huishoudelijke apparaten, die te maken had met een aantal leiderschapswissels. In oktober 2018 volgt de divisie Personal Health. In februari 2020 start Jakobs bij de divisie Connected Care als de coronapandemie uitbreekt. Jakobs is op dat moment directeur van de divisie waar het dochterbedrijf onder valt waar de omstreden slaapapneu-apparaten worden gemaakt. Hij kreeg te maken met grote terugroepacties die wereldwijd 5 miljoen mensen raakten die slaapapneu-apparaten of beademingsapparaten gebruikten. De voortdurende onzekerheid van klanten die nog geen duidelijkheid van Philips kregen omtrent hun apparaat, het boven de markt hangen van grote gezondheidsclaims tegen Philips en problemen in de toevoer van onderdelen, maakte dat in 2022 de beurskoers met 75% daalde ten opzichte van het jaar ervoor. Dit zorgde in oktober 2022 voor het vroegtijdige vertrek van Frans van Houten die bijna 12 jaar bestuursvoorzitter was. Beleggers steunden Jakobs' benoeming. Beursanalist Corné van Zeijl vond de promotie van Jakobs strijdig met de normale gang van zaken, vanwege Jakobs' betrokkenheid bij de apneu-affaire.

## Privé
Jakobs is getrouwd en heeft drie zoons.
Frederik Philips (1891-1899) · Gerard Philips (1891-1922) · Anton Philips (1922-1939) · Frans Otten (1939-1961) · Frits Philips (1961-1971) · Henk van Riemsdijk (1971-1977) · Nico Rodenburg (1977-1981) · Wisse Dekker (1982-1986) · Cor van der Klugt (1986-1990) · Jan Timmer (1990-1996) · Cor Boonstra (1996-2001) · Gerard Kleisterlee (2001-2011) · Frans van Houten (2011-2022) · Roy Jakobs (2022-heden)